# Giovanni II d'Alvernia
Giovanni II d'Alvernia, in francese Jean II d'Auvergne (XIV secolo – 28 settembre 1404) fu conte d'Alvernia e conte di Boulogne  dal 1386, alla sua morte.

## Origine
Secondo la Histoire généalogique de la maison d'Auvergne, Giovanni era l'unico figlio maschio del conte d'Alvernia e conte di Boulogne, Giovanni I di Clermont e della moglie, Giovanna di Clermont (1312 - 1388 circa), signora di Saint-Just, figlia di Giovanni di Clermont, signore di Charolais e di Giovanna di Dargies, signora di Dargies e di Catheux e contessa di Soissons.
Secondo la Histoire généalogique de la maison d'Auvergne, Giovanni I di Clermont era il figlio primogenito del conte d'Alvernia e conte di Boulogne, Roberto VII di Clermont e della sua seconda moglie, Maria di Dampierre, figlia del secondogenito del conte di Fiandra, Guido di Dampierre, Guglielmo, signore di Termonde, Richebourg e Crèvecœur, e di Alice di Clermont e di Nesle, viscontessa di Châteaudun. Il re di Francia, Filippo IV il Bello, approvò personalmente il matrimonio, come ci viene confermato dal documento della Histoire généalogique de la maison d'Auvergne, datato 1312.

## Biografia
Nel 1361, il duca di Borgogna che era anche Conte di Borgogna e di Artois e conte di Alvernia e di Boulogne, Filippo di Rouvres si ammalò e poco dopo morì.

Alla sua morte, il 27 novembre 1361, senza legittimi eredi, causata dalla peste, il re di Francia, Giovanni II il Buono, in quanto suo parente più prossimo (cugino primo di suo padre oltre che patrigno), annesse alla corona, il ducato di Borgogna; mentre le contee di Borgogna, e Artois andarono alla prozia (sorella della nonna paterna, Giovanna III di Borgogna) di Filippo, Margherita I di Borgogna; infine le contee di Boulogne e Alvernia andarono al prozio (fratellastro del nonno materno, Guglielmo XII d'Alvernia) di Filippo, suo padre, Giovanni I d'Alvernia.
Giovanni nel 1375 soffrì per una infiammazione che gli procurò una forte febbre, che dirà per un certo tempo e la sua guarigione fu considerata miracolosa.
Nel 1384, Giovanni si trovava ad Avignone di ritorno dalla Catalogna, dove aveva combattuto per due anni a favore di suo cugino, Giovanni I di Empúries contro il re di Aragona, di Valencia, di Sardegna e di Corsica e Conte di Barcellona, Pietro Alfonso o di Aragona, detto il Cerimonioso; in quel periodo fu diffusa la voce che Giovanni fosse stato avvelenato dal cognato, Raimondo Luigi Roger de Beaufort, visconte di Turenna, durante un banchetto offeso dal cardinale, Ugo di Saint-Martial. L'intervento di diversi medici gli salvò la vita, ma Giovanni non si ristabilì e no fu più una persona normale per il resto della sua vita.
Il 22 marzo 1386, suo padre, Giovanni I redasse il suo testamento in cui designava suo erede Giovanni, l'unico figlio maschio, ed inoltre dava disposizione di voler essere inumato nell'abbazia di Bouschet-Vauluisant Yronde-et-Buron. Il testamento si può consultare nelle Preuves de l'Histoire généalogique de la maison d'Auvergne.
Giovanni morì due giorni dopo e fu sepolto nell'abbazia di Bouschet-Vauluisant; Giovanni gli succedette come Giovanni II.
Giovanni passò alla storia come cattivo Amministratore, in quanto cedette quasi tutti i suoi domini e feudi al futuro genero, Giovanni di Valois.
Il 26 luglio 1394, Giovanni fece testamento, indicando come erede la sua unica figlia, Giovanna; indicando pure, in caso di morte di Giovanna, senza eredi, che la contea di Boulogne ed altre terre andassero al cugino, Antonio di Boulogne, figlio di suo zio, Goffredo.
Antonio non ricevette la contea, in quanto morì prima di Giovanna.
Secondo lo storico, chierico, canonista e bibliotecario francese, Étienne Baluze, Giovanni II morì poco dopo aver redatto il suo testamento; secondo altre fonti, invece lasciò l'Alvernia e morì, dimenticato, il 28 settembre 1404, lasciando il governo delle contee alla figlia Giovanna.

## Matrimonio e Discendenza
Nel 1373 Giovanni aveva sposato Eleonora di Comminges (1350 circa - dopo il 1380); il contratto di matrimonio era stato redatto il 9 agosto 1373, a Compiègne, Tra Giovanni I, padre di Giovanni e Pietro Raimondo II, conte di Comminges. Eleonore era figlia del già citato conte Pietro Raimondo II e della moglie, cugina dello stesso Pietro Raimondo, Giovanna di Comminges; Eleonora era inoltre vedova, dal 1369, del suo primo marito, Bertrando II Signore di L'Isle-Jourdain, dal quale non aveva avuto figli; i due matrimoni di Eleonora son confermati nel testamento di suo padre, Pietro Raimondo II, datato 1375, in cui la figlia viene citata come moglie di Giovanni (dominæ Elienardi de Convenis filiæ suæ uxori domini Johannis de Bolonha), confermando la dote che le aveva concesso già al suo primo matrimonio (Bertrando comite Insulæ eius primo marito).
Eleonora lasciò il marito nel 1380 circa, in quanto non lo apprezzava come cattivo Amministratore, ritirandosi presso il cugino nella contea di Urgell e lasciando la figlia, Giovanna in custodia ad un altro cugino, Gastone III Febo, conte di Foix, visconte di Béarn, Coprincipe di Andorra, Visconte di Marsan e Visconte di Lautrec, che la tenne sino al suo matrimonio col duca di Berry, Giovanni di Valois.
Giovanni da Eleonora ebbe una sola figlia:
- Giovanna (1378 - 1424), contessa d'Alvernia e conte di Boulogne.

## Ascendenza
|                                                       |                            |                                                    | Genitori                                                |  |  | Nonni |  |  | Bisnonni                                |  |  | Trisnonni                              |  |
|                                                       |                            |                                                    |                                                         |  |  |       |  |  | Roberto VI, conte d'Alvernia e Boulogne |  |  | Roberto V, conte d'Alvernia e Boulogne |  |
|                                                       |                            |                                                    |                                                         |  |  |       |  |  | Roberto VI, conte d'Alvernia e Boulogne |  |  | Roberto V, conte d'Alvernia e Boulogne |  |
|                                                       |                            | Eleonora di Baffie, signora d'Ambert               |                                                         |  |  |       |  |  | Roberto VI, conte d'Alvernia e Boulogne |  |  |                                        |  |
| Roberto VII, conte d'Alvernia e Boulogne              |                            |                                                    |                                                         |  |  |       |  |  | Roberto VI, conte d'Alvernia e Boulogne |  |  |                                        |  |
|                                                       |                            | Beatrice, signora di Montgascon                    | Falcone III, signore di Montgascon                      |  |  |       |  |  |                                         |  |  |                                        |  |
|                                                       |                            | Beatrice, signora di Montgascon                    | Falcone III, signore di Montgascon                      |  |  |       |  |  |                                         |  |  |                                        |  |
|                                                       |                            | Beatrice, signora di Montgascon                    | Isabella di Ventadour, signora di Marjaride e Montredon |  |  |       |  |  |                                         |  |  |                                        |  |
| Giovanni I, conte d'Alvernia e Boulogne               |                            | Beatrice, signora di Montgascon                    |                                                         |  |  |       |  |  |                                         |  |  |                                        |  |
|                                                       |                            | Guglielmo di Dampierre, signore di Termonde        | Guido di Dampierre, conte di Fiandra                    |  |  |       |  |  |                                         |  |  |                                        |  |
|                                                       |                            | Guglielmo di Dampierre, signore di Termonde        | Guido di Dampierre, conte di Fiandra                    |  |  |       |  |  |                                         |  |  |                                        |  |
|                                                       |                            | Guglielmo di Dampierre, signore di Termonde        | Matilde di Béthune                                      |  |  |       |  |  |                                         |  |  |                                        |  |
| Maria di Dampierre                                    |                            | Guglielmo di Dampierre, signore di Termonde        |                                                         |  |  |       |  |  |                                         |  |  |                                        |  |
|                                                       |                            | Alice di Clermont-Nesle, viscontessa di Châteaudun | Raoul II di Clermont-Nesle, signore di Nesle            |  |  |       |  |  |                                         |  |  |                                        |  |
|                                                       |                            | Alice di Clermont-Nesle, viscontessa di Châteaudun | Raoul II di Clermont-Nesle, signore di Nesle            |  |  |       |  |  |                                         |  |  |                                        |  |
|                                                       |                            | Alice di Clermont-Nesle, viscontessa di Châteaudun | Alice di Dreux-Beu, viscontessa di Châteaudun           |  |  |       |  |  |                                         |  |  |                                        |  |
| Giovanni II, conte d'Alvernia e Boulogne              |                            | Alice di Clermont-Nesle, viscontessa di Châteaudun |                                                         |  |  |       |  |  |                                         |  |  |                                        |  |
|                                                       | Roberto, conte di Clermont | Luigi IX, re di Francia                            |                                                         |  |  |       |  |  |                                         |  |  |                                        |  |
|                                                       | Roberto, conte di Clermont | Luigi IX, re di Francia                            |                                                         |  |  |       |  |  |                                         |  |  |                                        |  |
|                                                       | Roberto, conte di Clermont | Margherita di Provenza                             |                                                         |  |  |       |  |  |                                         |  |  |                                        |  |
| Giovanni Clermont, conte di Charolais                 | Roberto, conte di Clermont |                                                    |                                                         |  |  |       |  |  |                                         |  |  |                                        |  |
|                                                       |                            | Beatrice di Borgogna, signora di Borbone           | Giovanni di Borgogna, conte di Charolais                |  |  |       |  |  |                                         |  |  |                                        |  |
|                                                       |                            | Beatrice di Borgogna, signora di Borbone           | Giovanni di Borgogna, conte di Charolais                |  |  |       |  |  |                                         |  |  |                                        |  |
|                                                       |                            | Beatrice di Borgogna, signora di Borbone           | Agnese, signora di Borbone                              |  |  |       |  |  |                                         |  |  |                                        |  |
| Giovanna di Clermont-Charolais, signora di Saint-Just |                            | Beatrice di Borgogna, signora di Borbone           |                                                         |  |  |       |  |  |                                         |  |  |                                        |  |
|                                                       |                            | Rinaldo II, signore di Dargies                     | Rinaldo I, signore di Dargies                           |  |  |       |  |  |                                         |  |  |                                        |  |
|                                                       |                            | Rinaldo II, signore di Dargies                     | Rinaldo I, signore di Dargies                           |  |  |       |  |  |                                         |  |  |                                        |  |
|                                                       |                            | Rinaldo II, signore di Dargies                     | …                                                       |  |  |       |  |  |                                         |  |  |                                        |  |
| Giovanna di Dargies                                   |                            | Rinaldo II, signore di Dargies                     |                                                         |  |  |       |  |  |                                         |  |  |                                        |  |
|                                                       |                            | Agnese di Bruyères                                 | …                                                       |  |  |       |  |  |                                         |  |  |                                        |  |
|                                                       |                            | Agnese di Bruyères                                 | …                                                       |  |  |       |  |  |                                         |  |  |                                        |  |
|                                                       |                            | Agnese di Bruyères                                 | …                                                       |  |  |       |  |  |                                         |  |  |                                        |  |
|                                                       |                            | Agnese di Bruyères                                 |                                                         |  |  |       |  |  |                                         |  |  |                                        |  |

### Letteratura storiografica
- (FR)  Histoire généalogique de la maison d'Auvergne.
- (FR)  Justel, Histoire généalogique de la maison d'Auvergne.
- (FR)  Baluze, Histoire généalogique de la maison d'Auvergne, tome 1.
- (FR)  Histoire généalogique des ducs de Bourgogne de la maison de France.
- (FR)  Preuves de l'Histoire de la maison de Chastillon sur Marne.